# Canton du Dorat
Le canton du Dorat est une ancienne division administrative française située dans le département de la Haute-Vienne et la région Nouvelle-Aquitaine. À la suite du redécoupage cantonal de 2014, le canton est fondu dans celui de Châteauponsac.

## Géographie
Ce canton est organisé autour du Dorat dans l'arrondissement de Bellac. Son altitude varie de 123 m (Thiat) à 282 m (Azat-le-Ris) pour une altitude moyenne de 213 m.

## Représentation

### Conseillers généraux de 1833 à 2015
| Période                                  | Période      | Identité                       | Étiquette   | Qualité                                                                                 |
| ---------------------------------------- | ------------ | ------------------------------ | ----------- | --------------------------------------------------------------------------------------- |
| 1833                                     | 1839         | Joseph-Philippe Brac           |             | Avocat à Magnac-Laval                                                                   |
| 1839                                     | 1845         | Jacques Vidard-Dupin           |             | Médecin, maire du Dorat, conseiller d'arrondissement                                    |
| 1845                                     | 1848         | Pierre-Adolphe Pichon-Vendeuil |             | Juge de paix au Dorat, conseiller d'arrondissement                                      |
| 1848                                     | 1870         | Joseph-Alphonse Ducoux         |             | Notaire au Dorat                                                                        |
| 1870                                     | 1871         | Jacques Desgranges             |             | Maire du Dorat                                                                          |
| 1871                                     | 1895 (décès) | Stanislas Allegraud            | Droite      | Propriétaire, maire de Dinsac                                                           |
| 1895                                     | 1901         | François Thaury                | Républicain | Maire du Dorat (1892-1900) Propriétaire du château d'Escurat                            |
| 1901                                     | 1935 (décès) | René Trouvé                    | Rad.        | Médecin Maire du Dorat (1904-1935) Député (1909-1914) Sénateur (1920-1927)              |
| 1935                                     | 1940         | Pierre Lotte                   | RG          | Pharmacien au Dorat, conseiller d'arrondissement Nommé conseiller départemental en 1942 |
|                                          |              |                                |             |                                                                                         |
| 1945                                     | 1958 (décès) | Jean-Baptiste Ribardière       | SFIO        | Ingénieur du service vicinal, Le Dorat                                                  |
| 1958                                     | 1970         | Robert Bapt (1903-1987)        | DVG         | Médecin au Dorat, ancien résistant                                                      |
| 1970                                     | 1976         | Bertrand Clisson (1919-2007)   | DVD         | Notaire Maire du Dorat (1959-1995)                                                      |
|                                          |              |                                |             |                                                                                         |
| 1988                                     | 2001         | Raymond Bidaud                 | PS          | Conseiller municipal du Dorat                                                           |
| 2001                                     | 2015         | Yvonne Jardel                  | DVD         | Médecin généraliste au Dorat Elue en 2015 dans le Canton de Châteauponsac               |
| Les données manquantes sont à compléter. |              |                                |             |                                                                                         |

### Conseillers d'arrondissement (de 1833 à 1940)
Le canton du Dorat avait deux conseillers d'arrondissement.
| Période                                  | Période      | Identité                                            | Étiquette                | Qualité |
| ---------------------------------------- | ------------ | --------------------------------------------------- | ------------------------ | --- |
| 1833                                     | 1836         | Pierre Aubugeois-Laville-Dubost                     |                          | Garde du corps du Roi Charles X, propriétaire au Dorat                                                      |
| 1833                                     | 1839         | Jacques Vidard-Dupin                                |                          | Médecin au Dorat                                                                                            |
| 1836                                     | 1845         | Pierre Adolphe Pichon-Vendeuil (Pichon de Vendeuil) |                          | Juge de paix au Dorat                                                                                       |
| 1842                                     | 1848         | M. Aubugeois-Laville-Dubost                         |                          | Propriétaire au Dorat                                                                                       |
| 1839                                     | 1842         | M. Desmoulins                                       |                          | Avocat au Dorat                                                                                             |
| 1845                                     | 1848         | Pierre Mathias Aufort (1769-1850)                   |                          | Greffier de la justice de paix au Dorat                                                                     |
|                                          |              |                                                     |                          | |
| 1871                                     | 1902 (décès) | Aloys Dru (1837-1902)                               | Républicain opportuniste | Pharmacien, maire du Dorat, Président du Conseil d'arrondissement                                           |
| 1871                                     |              | E. Pichon-Vendeuil                                  |                          | |
|                                          |              |                                                     |                          | |
| 1898                                     |              | Auguste Chassat                                     | Républicain opportuniste | Premier adjoint au maire du Dorat                                                                           |
|                                          |              |                                                     |                          | |
| 1919                                     | 1935         | Pierre Lotte                                        | RG                       | Pharmacien au Dorat                                                                                         |
| 1925                                     | 1940         | M. Mézières                                         | SFIO                     | |
| 9 février 1936                           | 1940         | M. Deschamps                                        |                          | Maire d'Oradour-Saint-Genest                                                                                |
| 1940                                     |              |                                                     |                          | Les conseils d'arrondissement ont été suspendus par la loi du 12 octobre 1940 et n'ont jamais été réactivés |
| Les données manquantes sont à compléter. |              |                                                     |                          | |

## Composition
Le canton du Dorat groupe 12 communes et compte 4 348 habitants au recensement de 2010.
| Communes                | Population (2012) | Code postal | Code Insee |
| ----------------------- | ----------------- | ----------- | ---------- |
| Azat-le-Ris             | 263               | 87360       | 87006      |
| La Bazeuge              | 154               | 87210       | 87008      |
| La Croix-sur-Gartempe   | 184               | 87210       | 87052      |
| Darnac                  | 376               | 87320       | 87055      |
| Dinsac                  | 258               | 87210       | 87056      |
| Le Dorat                | 1 757             | 87210       | 87059      |
| Oradour-Saint-Genest    | 387               | 87210       | 87109      |
| Saint-Ouen-sur-Gartempe | 225               | 87300       | 87172      |
| Saint-Sornin-la-Marche  | 270               | 87210       | 87179      |
| Tersannes               | 157               | 87360       | 87195      |
| Thiat                   | 170               | 87320       | 87196      |
| Verneuil-Moustiers      | 147               | 87360       | 87200      |

## Démographie
| 1962  | 1968  | 1975  | 1982  | 1990  | 1999  | 2006  | 2010  |
| ----- | ----- | ----- | ----- | ----- | ----- | ----- | ----- |
| 6 362 | 6 762 | 6 232 | 5 685 | 5 280 | 4 686 | 4 556 | 4 348 |